# Мияби
Мияби (яп. 雅) — категория японской эстетики, в переводе означающая элегантность, изысканность, куртуазность и отсутствие вульгарности. Это понятие сложилось в аристократическую эпоху Хэйан и противопоставлялось всему шероховатому и грубому. Наиболее полного воплощения этот принцип находит в Моно-но аварэ — печальной завороженностью вещами, в которых содержится душа ками. Мияби связан с каллиграфией, иллюстрированием аристократических романов. Впоследствии мияби был вытеснен принципом ваби-саби. В европейской культуре с мияби сближаются некоторые направления готической эстетики.
В действительности мияби накладывает некоторые ограничения на выразительное и литературное искусство. Пытаясь дистанцироваться от всего «неотёсанного» и «деревенского», мияби не позволяет авторам в полной мере выражать чувства в своих произведениях. В более поздние периоды на смену эстетике мияби пришли идеи, вдохновлённые дзэн-буддизмом, такие как ваби-саби, югэн и ики.